# Рачич, Урош
Урош Рачич (серб. Урош Рачић / Uroš Račić; род. 17 марта 1998, Кралево, СР Югославия) — сербский футболист, полузащитник итальянского клуба «Сассуоло» и сборной Сербии, выступающий на правах аренды за английский «Вест Бромвич Альбион».

## Карьера
Воспитанник футбольного клуба «ОФК». В сезоне 2015/16 тренировался с основной командой, но на поле не появлялся. После матча юношеских команд «ОФК» и «Црвены звезды», привлёк своей игрой внимание селекционеров последних и вместе с братом-близнецом Богданом, 13 марта 2016 года подписал 3-летний контракт с одним из ведущих клубов Сербии.
Поиграв за молодёжную команду «Црвены звезды», стал привлекаться в команду основную. 14 мая 2016 года он дебютировал в сербской Суперлиге в поединке против «Радника», выйдя на замену на 79-й минуте вместо Александра Катаи. Вместе с командой по итогам сезона стал чемпионом страны.13 июня 2018 года подписал с «Валенсией» 4-летний контракт с суммой отступных в 100 млн евро, выступал по арендам. Летом 2023 года перешёл в итальянский «Сассуоло», подписав четырёхлетний контракт. 

## Достижения
«Црвена Звезда»
- Чемпион Сербии (2): 2015/16, 2017/18